# Art Bisch
 Art Bisch fou un pilot estatunidenc de curses automobilístiques nascut el 10 de novembre del 1926 a Atlanta, Geòrgia.
Bisch va córrer a la Champ Car a la temporada 1958 incloent-hi la cursa de les 500 milles d'Indianapolis de l'any 1958. Va estar involucrat en l'accident mortal de Pat O'Connor a la primera volta de la cursa.
Art Bisch va morir el 4 de juliol del 1958 disputant la cursa de Lakewood Speedway.

## Resultats a la Indy 500
| Any    | Cotxe  | Sortida | Vel. mitja | Ranking | Final  | Voltes | V. líder | Retirat               |
| ------ | ------ | ------- | ---------- | ------- | ------ | ------ | -------- | --------------------- |
| 1958   | 57     | 28      | 142.631    | 28      | 33     | 0      | 0        | Accident a la sortida |
| Totals | Totals | Totals  | Totals     | Totals  | Totals | 0      | 0        |                       |

| Curses       | 1 |
| Poles        | 0 |
| Voltes líder | 0 |
| Victòries    | 0 |
| Top 5        | 0 |
| Top 10       | 0 |
| Retirades    | 1 |

## A la F1
El Gran Premi d'Indianapolis 500 va formar part del calendari del campionat del món de la Fórmula 1 entre les temporades 1950 a la 1960.
Els pilots que competien a la Indy durant aquests anys també eren comptabilitats pel campionat de l'F1.
Art Bisch va participar en 1 cursa de l'F1, debutant al Gran Premi d'Indianapolis 500 del 1958.

### Palmarès a l'F1
- Participacions: 1
- Poles: 0
- Voltes Ràpides: 0
- Victòries: 0
- Pòdiums: 0
- Punts vàlids per la F1: 0